# Борис Гаганелов
Борис Атанасов Гаганелов, наричан по прякор Макето, е бивш български футболист. Легенда на ЦСКА (София), където играе 14 години като ляв бек и централен защитник. Има 350 мача с 2 гола в А група.

## Биография
Роден е на 7 октомври 1941 г. в Петрич. В детските си години Гаганелов тренира борба, волейбол и лека атлетика. Започва да се занимава с футбол едва на 15-годишна възраст, а на 16 вече е част от юношите старша възраст на Беласица (Петрич). След това заиграва и за първия състав, където привлича вниманието на ЦСКА (София). Като войник за кратко е изпратен в Пирин (Благоевград). Изиграва 1 мач за „орлетата“ в Б група.
През януари 1960 г. Гаганелов преминава в ЦСКА (София), като в началото е част от дублиращия състав на клуба. Дебютира официално за първия отбор през есента на 1960/61. През следващия сезон се утвърждава като основен футболист в тима. Остава в ЦСКА до лятото на 1974 г. За „армейците“ изиграва 350 мача и бележи 2 гола в А група. Седемкратен шампион на България и шесткратен носител на националната купа. „Заслужил майстор на спорта“ от 1965 г. Записва също 36 мача в евротурнирите – 30 в Купа на европейските шампиони и 6 в Купа на носителите на купи. С ЦСКА достига до полуфинал в КЕШ през сезон 1966/67.
Между 1963 г. и 1970 г. Гаганелов изиграва 51 мача за националния отбор. През 1966 г. е определен за капитан на България, като общо в 29 срещи извежда тима с лентата на ръката си.
Има 51 мача (29 като капитан) за А националния отбор (1963 – 1970), 3 мача с 1 гол за Б националния, 1 мач за младежкия и 2 мача за юношеския национален отбор. Участва на СП-1966 в Англия (в 3 мача) и на СП-1970 в Мексико (в 1 мач).
След като прекратява кариерата си през 1974 г. Гаганелов започва работа като треньор в школата на ЦСКА. През 1975 г. е назначен за помощник на Серги Йоцов в първия състав на „армейците“. Работи като асистент след това и на Никола Ковачев.
Бил е треньор на Шумен, Армеец (София), помощник-треньор в ЦСКА (1993 – 1994) и помощник-треньор на националния отбор (1980 – 1982 г.).
Умира на 5 юни 2020 г. в София.

## Успехи
ЦСКА (София)
- А група:
  -  Шампион (7): 1960/61, 1961/62, 1965/66, 1968/69, 1970/71, 1971/72, 1972/73
- Национална купа:
  -  Носител (6): 1960/61, 1964/65, 1968/69, 1971/72, 1972/73, 1973/74